# Gässtjärnen, Medelpad
Gässtjärnen är en sjö i Sundsvalls kommun i Medelpad och ingår i Harmångersåns huvudavrinningsområde. Sjön har en area på 0,0597 kvadratkilometer och ligger 396 meter över havet. Sjön avvattnas av vattendraget Gässån.

## Delavrinningsområde
Gässtjärnen ingår i det delavrinningsområde (690234-152888) som SMHI kallar för Mynnar i Gässån. Medelhöjden är 408 meter över havet och ytan är 12,3 kvadratkilometer. Det finns inga avrinningsområden uppströms utan avrinningsområdet är högsta punkten. Gässån som avvattnar avrinningsområdet har biflödesordning 3, vilket innebär att vattnet flödar genom totalt 3 vattendrag innan det når havet efter 85 kilometer. Avrinningsområdet består mestadels av skog (82 procent) och sankmarker (13 procent). Avrinningsområdet har 0,06 kvadratkilometer vattenytor vilket ger det en sjöprocent på 0,5 procent.